# Фрайле, Омар
Омар Фрайле (исп. Omar Fraile Matarranz, род. 17 июля 1990 в Сантурсе, Испания) — испанский профессиональный шоссейный велогонщик, выступающий за казахстанскую команду «Astana Pro Team». Двукратный победитель горной классификации Вуэльты Испании (2015, 2016).

## Карьера
С 2013 по 2015 год защищал цвета Caja Rural-Seguros RGA, где показал себя прекрасным горняком, выиграв "гороховую" (горную) майку на Вуэльте Испании.
Его сразу заметили и предложили контракт в команде высшего дивизиона «Dimension Data». И почти ровно через год ему удаётся вновь завоевать горняцкую майку на Вуэльте Испании 2016 года, а в 2017 году впервые выиграть этап на гранд-туре — Джиро д’Италия.
С сезона 2018 года выступает за казахстанскую Astana Pro Team. В цветах новой команды выиграл этап на Тур де Франс и два этапа на престижных многодневках Мирового тура: Туре Страны Басков и Туре Романдии.
3 декабря 2018 года гонщик с подругой попал в ДТП в Мадриде, вследствие чего получил травму спины и трещину ребра.

## Достижения
2011
3-й Чемпионат Испании U23 в индивид. гонке
2012
1-й  Молодёжная классификация Тур Жеводана
2014
1-й  Спринтерская классификация Тур Страны Басков
2015
1-й Джиро дель Аппеннино
1-й  Горная классификация Вуэльта Испании
1-й  Горная классификация Тур Страны Басков
1-й — Этап 4 Четыре дня Дюнкерка
2016
1-й  Горная классификация Вуэльта Испании
1-й  Горная классификация Вуэльта Бургоса
2017
1-й — Этап 11 Джиро д’Италия
2-й Тур Йоркшира
2018
1-й — Этап 14 Тур де Франс
1-й — Этап 5 Тур Страны Басков
1-й — Этап 1 Тур Романдии
3-й Чемпионат Испании в групповой гонке

## Статистика выступлений

### Гранд-туры
| Гранд-тур       | 2015 | 2016 | 2017 | 2018 |
| --------------- | ---- | ---- | ---- | ---- |
| Джиро д'Италия  | —    | НФ   | 65   | —    |
| Тур де Франс    | —    | —    | —    | 55   |
| Вуэльта Испании | 88   | 69   | НФ   | 63   |

| —  | Не участвовал  |
| НФ | Не финишировал |